# Râul Vișa
Râul Vișa (în germană Weißbach, în trad. "Pârâul alb") este un curs de apă, afluent al râului Târnava Mare. 
Împreună cu o mică parte din Târnava Mare, râul Vișa alcătuiește totalitatea rețelelor hidrografice a orașului Copșa Mică. 

## Localități
Printre principalele localități traversate de râul Vișa se numără Topârcea, Ocna Sibiului, Loamneș, Șeica Mare, Axente Sever și, ca punct de vărsare în Târnava Mare, orașul Copșa Mică. 

## Utilizări

### Acumulări piscicole
O acumulare piscicolă se află amplasată pe cursul râului Vișa. 

## Hărți
- Harta județului Sibiu